# Кособродка
Кособродка — село в Троицком районе Челябинской области. Входит в состав Кособродского сельского поселения, однако не является его административным центром.

## География
Расположено в северо-восточной части района, на берегу р. Санарки. Рельеф — полуравнина (Зауральский пенеплен); ближайшие выс.— 285 и 301 м. Ландшафт — лесостепь; с Ю. к селу примыкает лесной массив. 
Связана грунтовыми дорогами с соседними населенными пунктами. Расстояние до районного центра (Троицк) 57 км, до центра сельского поселения (пос. Целинный) — 12 км.

## История

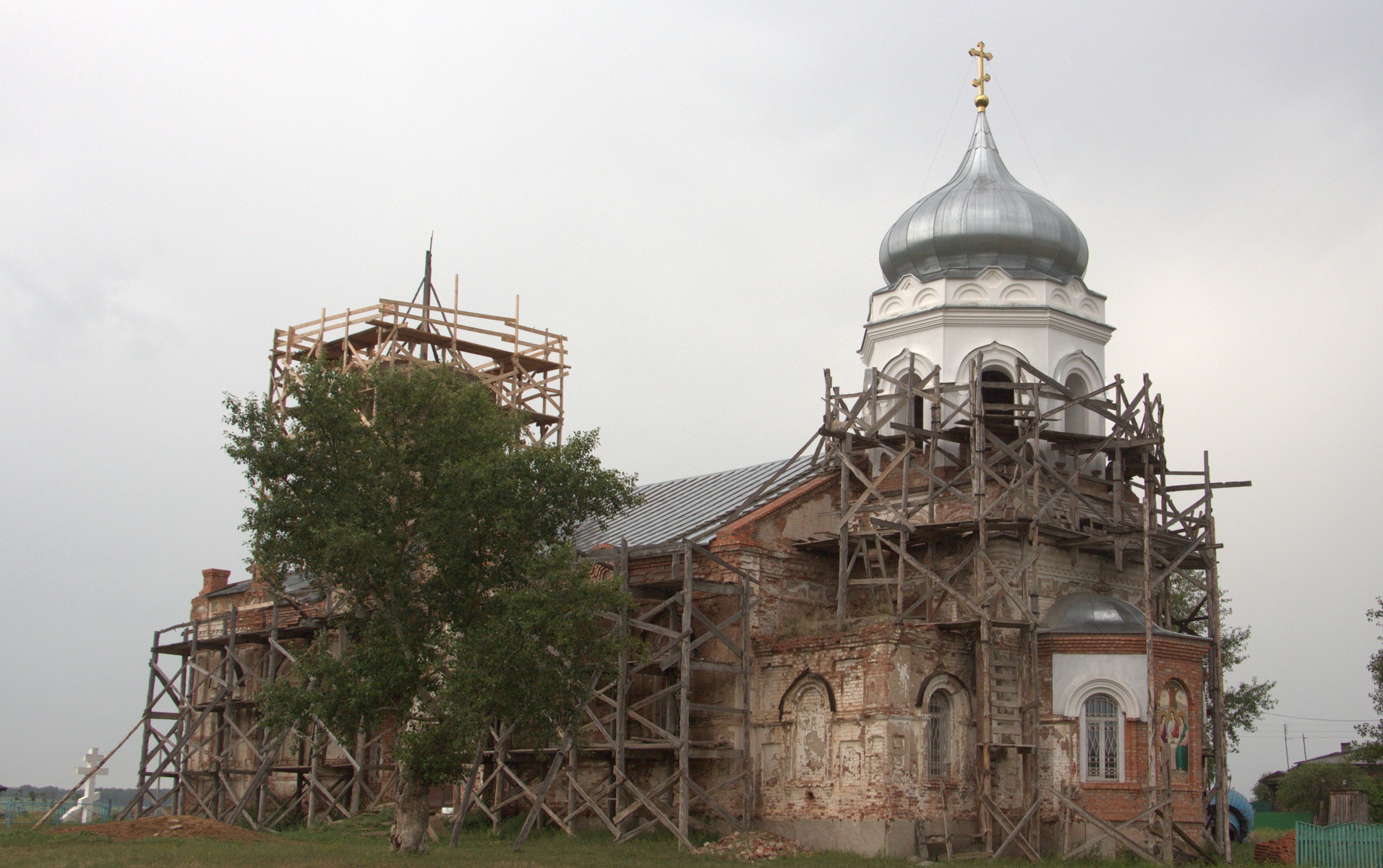
Восстановление храм в селе Кособродка, 2018 год

Село Кособродка расположено на берегу реки Санарки. Село было основано в период с 1809 по 1815 год крестьянами из Нижне-Увельской слободы и пермскими сходцами. Предположительно, ранее на этом месте располагался один из покинутых в XVIII веке Санарских фортов. В начале XIX века Кособродка являлась достаточно крупным поселением. Здесь проживали 1286 человек.  
К началу 1830-х гг. в селе была построена каменная церковь в честь  Святой Живоначальной Троицы, она является памятником исторического и архитектурного наследия. В настоящее время идут работы по ее восстановлению. 
К концу XIX века в Кособродке было 249 дворов, действовали две школы, две водяные и две ветряные мельницы, проводились ежегодные ярмарки. 
С 1919 о 1959 года — центром Кособродского сельсовета (вначале Кочкарского района, с 1957 — Троицкого района). 
К 1926 имелись фельдшерско-акушерский пункт, кооператив. 
В 1929 организован колхоз им. Ворошилова, который впоследствии вошел на правах 5-го отделения в состав совхоза «Кособродский» (с 1992 — СХПП «Целинное»).
С 1990-х гг. на территории К. размещается центральная усадьба ООО «Кособродское».
На территории сельского поселения насчитывается 18 памятников археологии эпохи бронзы, в числе достопримечательностей села — дом Панковых с лавкой.

## Знаменитые люди
- В. И. Андриевская — доярка заслуженный работник сельского хозяйства РСФСР (1994).

## Население
| 2002 | 2010 |
| ---- | ---- |
| 351  | ↘348 |

(в 1889 — 1237, в 1900 — 1236, в 1928 — 1630, в 1971 — 532, в 1983 — 428, в 1995 — 404)

## Улицы
- Западный переулок
- Красногвардейская улица
- Улица Мира
- Набережная улица
- Осейская улица
- Речной переулок
- Советская улица

## Инфраструктура
- Фельдшерско-Акушерский Пункт